# Mausoléu de Qin Shihuang
O Mausoléu de Qin Shihuang (chinês simplificado: 秦始皇陵, pinyin: Qínshǐhuáng Líng) está localizado no Distrito de Lintong, Xian, na província de Shaanxi, na China. Este mausoléu foi construído ao longo de 38 anos, entre 246 e 208 aC, e situa-se debaixo de um grande monte piramidal de 76 metros de altura. O formato do mausoléu tem como modelo a capital Qin, Xianyang, dividido em cidades interiores e exteriores. O túmulo está localizado no sudoeste do centro da cidade. A principal sala é a câmara do túmulo e dos artefatos do  sepultamento, que é o núcleo do complexo arquitetônico do mausoléu.
A tumba em si ainda não foi escavada. Explorações arqueológicas concentram-se atualmente em vários sítios arqueológicos extensos da necrópole que cercam o túmulo, como o do Exército de Terracota, a leste do túmulo.. O Exército de Terracota serviu como uma guarnição para o mausoléu e ainda não foi totalmente escavado.